# روكتسان

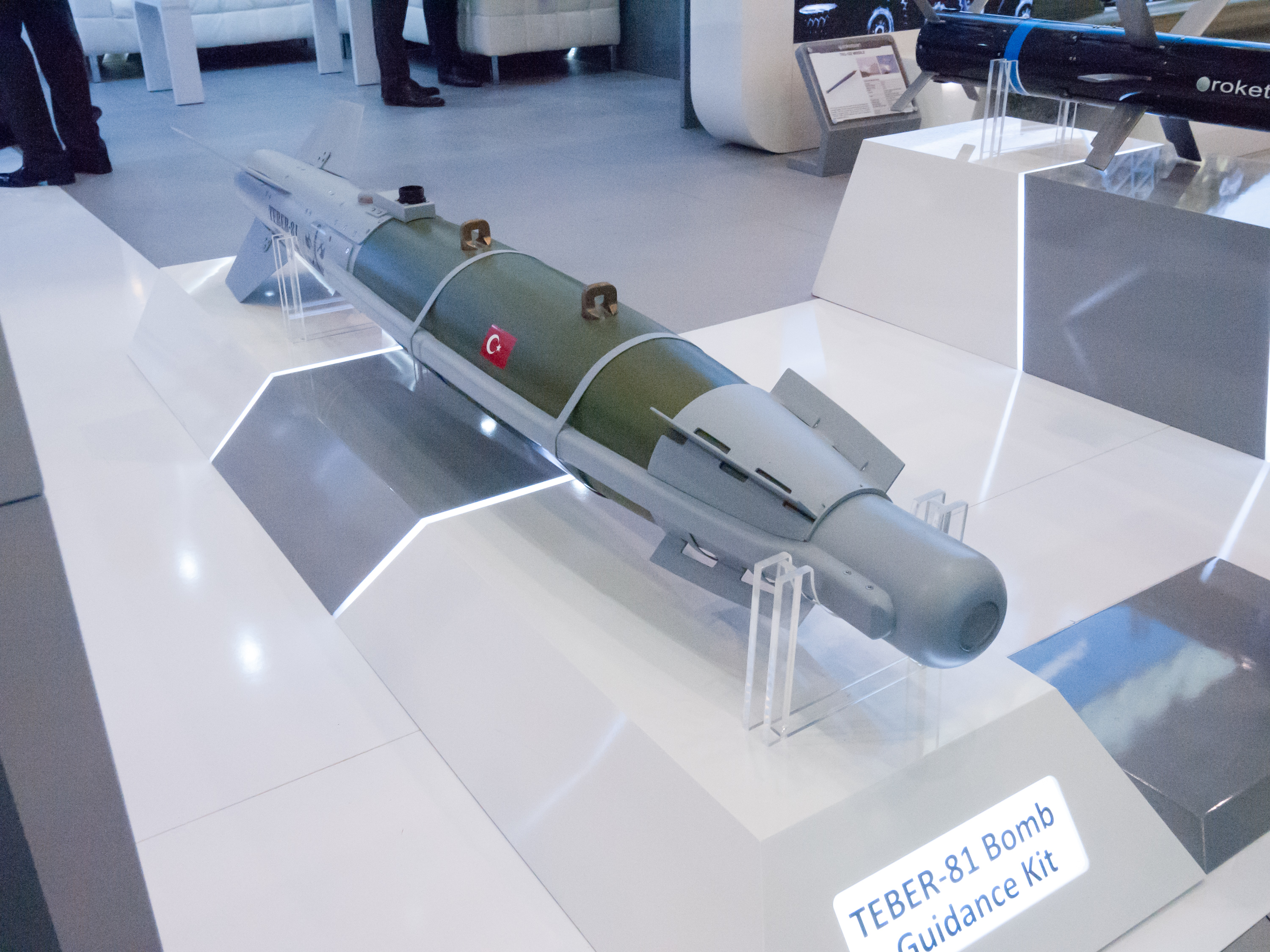

شركة روكتسان المُساهِمة لصناعة الصواريخ والتجارة بها (بالتركية: Roketsan Roket Sanayii ve Ticaret A.S) هي شركة تصنيع أسلحة تركية ومقاول دفاع مقرها أنقرة. تأسست في عام 1988 من قبل اللجنة التنفيذية للصناعات الدفاعية التركية (SSİK) لتأسيس القاعدة الصناعية في البلاد لتكنولوجيا الصواريخ ، وقد نمت الشركة بسرعة لتصبح واحدة من أكبر 500 شركة صناعية في تركيا.يشمل المساهمون الحاليون في روكتسان مؤسسة القوات المسلحة التركية (55.5٪)، أسلسان (15٪) ، مكيك (15٪)، بنك فاكيفلار (10٪)، هافيلسان (4.5٪). تشتهر روكتسان بمجموعة واسعة من الصواريخ غير الموجهة وكذلك الصواريخ الموجهة بالليزر والأشعة تحت الحمراء مثل كيريت و يوميتاس. تنتج الشركة أيضًا أنظمة فرعية لصواريخ ستينجر و رابير وتوفر الحلول التكنولوجية والهندسية لمنصات مدنية وعسكرية متكاملة أخرى. تسلط التطورات الأخيرة الضوء على قنابل الضربات الدقيقة ذات القطر الصغير للطائرات بدون طيار. روكتسان هي الشركة التركية الوحيدة التي حصلت على موافقة CMMI / DEV 3 (تكامل نموذج نضج القدرات - من أجل التنمية) لجميع عمليات التصميم والتطوير الخاصة بها.